# Гасымзаде, Фейзулла Самед оглы
Фейзулла Самед оглы Гасымзаде (азерб. Feyzulla Qasımzadə; 22 февраля 1898, Мардакян, Бакинская губерния — 29 марта 1976, Баку) — азербайджанский советский литературовед, педагог. Доктор филологических наук, профессор. Заслуженный деятель науки Азербайджанской ССР. Академик АН Азербайджанской ССР.

## Биография
Родился в 1898 году в селе Мардакян.
Окончил Азербайджанский государственный педагогический институт (1925), факультет востоковедения Азербайджанского государственного университета (1929). С 1929 по 1931 год являлся аспирантом Азербайджанского государственного научно-исследовательского института.
В 1939 году защитил кандидатскую диссертацию по теме «Жизнь и деятельность М. Ф. Ахундова». В 1955 году защитил докторскую диссертацию на тему:  «История развития реалистического-демократического течения в азербайджанской литературе 19 века».
Начал преподавать в 1916 году школах сёл Апшеронского полуострова и города Баку. С 1928 по 1929 год преподавал в Бакинском педагогическом техникуме, с 1929 по 1931 год — в Азербайджанском государственном педагогическом институте. С 1931 по 1938 год являлся методистом-инструктором Народного комиссариата просвещения Азербайджанской ССР.
Являлся ведущим научным сотрудником Института языка и литературы АН Азербайджанской .
Долгое время являлся заведующим кафедры истории Азербайджанского государственного университета и кафедры истории азербайджанской литературы Азербайджанского государственного педагогического института. С 1959 года — заведующий кафедрой литературы Азербайджанского государственного педагогического института.
В 1958 году присвоено почетное звание «Заслуженный деятель науки Азербайджанской ССР».
Cкончался 29 марта 1976 года. Похоронен в селе Мардакян.
Сын — Фуад Гасымзаде (1929—2010) —  доктор философских наук, академик АН Азербайджана.

## Научная деятельность
Автор исследования «История азербайджанской литературы 19 века». Автор монографий о М. Ф. Ахундове (1938), А. Бакиханове (1956), Н. Везирове (1954).
Автор более 600 опубликованных научных статей, десятков учебников и монографий. Автор 34 книг (монографий, учебников, учебных пособий).
Подготовил 30 докторов наук и 120 кандидатов наук.

## Избранные труды
- «Народная поэзия ашугов» (1950)
- «Критический реализм» (1952)
- «Литературная школа Вагифа» (1954)
- «Жизнь и деятельность М. Ф. Ахундова» (1962)
- Словарь литературных терминов (1940)
- «Н. Везиров» (1954)
- «А. А. Бакиханов» (1956)
- «Исследования истории азербайджанской литературы 19 века» (1960)
- «История азербайджанской литературы 19 века» (издания 1947, 1956, 1966, 1974, 2017 годов)

## Награды
- Орден Трудового Красного Знамени (трижды, в том числе 1953, 1967)
- Медаль «За оборону Кавказа» (1944)
- Заслуженный деятель науки Азербайджанской ССР
- Заслуженный учитель Азербайджанской ССР
- Передовой деятель просвещения (почётное звание)